# Pane, amore e...
Pane, amore e... è un film del 1955 diretto da Dino Risi.
È il terzo film della tetralogia Pane, amore e…, preceduto da Pane, amore e fantasia e Pane, amore e gelosia e seguito da Pane, amore e Andalusia. È inoltre il primo girato a colori.

## Trama
Il cavalier Antonio Carotenuto, congedatosi dall'Arma dei Carabinieri, lascia la piccola località di Sagliena per andare a Sorrento a dirigere la locale stazione dei vigili urbani. Al suo arrivo, il maresciallo, nonostante sia proprietario di un suo appartamento, è ospitato in casa della bigotta Donna Violante e sedotto dalla pescivendola di Marina Grande, Donna Sofia, che ha già un innamorato chiamato Nicolino. Sofia mira soltanto a non lasciare l'appartamento del comandante di cui è inquilina.
A sorvegliare sulla condotta morale di Carotenuto provvedono sia la domestica Caramella sia il fratello sacerdote don Matteo. Nonostante l'avventura amorosa con Donna Sofia si concluda male per l'ex maresciallo, egli avrà modo di fidanzarsi con Donna Violante, la quale, grazie all'aiuto di Caramella, riuscirà ad attirare a sé le attenzioni del comandante Carotenuto.

## Eredità culturale
La scena in cui De Sica e la Loren ballano un mambo è diventata simbolo della commedia italiana anni Cinquanta, e ha contribuito a rendere Mambo italiano famosa in tutto il mondo.
Il figlio dell'attore protagonista, Christian De Sica, omaggerà la serie interpretata dal padre a inizio anni Cinquanta nel suo film A spasso nel tempo - L'avventura continua di Carlo Vanzina, in cui è anche presente una rielaborazione-omaggio della scena del mambo con De Sica nelle veci di suo padre e Mariangela D'Abbraccio in quelle della Loren (il personaggio si chiama anche donna Sofia).

## Incassi
Il film, in linea con i precedenti, incassò molto bene al botteghino italiano, segnalandosi come quarto maggiore incasso della stagione cinematografica 1955-56.

## Riconoscimenti
- 1956 - David di Donatello
  - Miglior produttore a Marcello Girosi
  - Miglior attore protagonista a Vittorio De Sica
- 1956 - Festival di Berlino
  - Menzione speciale a Dino Risi